# Digatao-Mossi
Digatao-Mossi est une commune située dans le département de Djibo, dans la province du Soum, région du Sahel, au Burkina Faso.